# 中華多紀魨
中華多紀鲀（学名：Takifugu chinensis）为輻鰭魚綱魨形目四齒魨亞目四齒鲀科的一種。

## 分布
本魚分布于西北太平洋區，包括日本津島至中國東海及黃海間的海域。

## 特徵
本魚體呈圓筒形，被覆由鱗片特化的細棘；口小。魚體背部黑褐色或暗綠色，腹部白色，胸鰭正上方有一枚鑲白邊的黑色圓斑。臀鰭橙色，其餘各鰭為黑色，尾鰭截形，背鰭軟條17-18枚;臀鰭軟條14-15枚，體長可達55公分。

## 經濟利用
非食用魚，具有河豚毒素。